# Pablo Escobar
Pablo Emilio Escobar Gaviria (Rionegro, 1º dicembre 1949 – Medellín, 2 dicembre 1993) è stato un criminale e politico colombiano, uno dei più noti e ricchi trafficanti di cocaina e marijuana della storia.
Conosciuto come L'imperatore della cocaina, è considerato il criminale più ricco in assoluto, con un patrimonio stimato di oltre 76 miliardi di dollari nei primi anni 80', patrimonio aumentato in seguito, con una media di guadagno che si aggirava intorno ai 90 milioni al giorno, ovvero più di 30 miliardi l'anno. Quando il suo impero raggiunse la massima espansione, la rivista Forbes stimava che egli fosse il settimo uomo più ricco del mondo, controllando l'80% della cocaina del mondo e il 20% delle armi illecitamente circolanti. Ancora oggi è classificato come il più potente e ricco narcotrafficante della storia, avendo superato, alla guida del cartello di Medellín, il cartello di Sinaloa, di Calí e di Guadalajara.
È stato anche il più sanguinario responsabile, diretto e mandante, della morte di un numero imprecisato di forze di polizia colombiane, agenti statunitensi, civili e quattro candidati in politica. Nel 1982 ha inoltre avuto una breve carriera politica, venendo eletto alla Camera dei rappresentanti della Colombia.

## Biografia

### Primi anni
Pablo Emilio Escobar nacque il 1º dicembre 1949 a Rionegro, nel dipartimento di Antioquia in Colombia, terzo dei sette figli concepiti dall'agricoltore Abel de Jesús Escobar Echeverri (1910-2001) ed Hermilda Gaviria (1918-2006), un'insegnante di scuola elementare. La famiglia, di umili origini contadine e facente parte dell'etnia Paisa, era molto povera e quando Pablo aveva sei anni, decise di trasferirsi a Medellín in cerca di lavoro e per migliorare le proprie condizioni di vita.
Cominciò la sua carriera criminale commettendo piccoli furti e truffe. Escobar a 13 anni entrò a far parte di un movimento di cultura giovanile noto come Nadaismo (una sorta di dadaismo in versione colombiana) che incoraggiava i giovani a sfidare l'ordine stabilito e a disobbedire ai genitori. Parte di questo movimento di controcultura prevedeva la sperimentazione di droghe, portando il futuro boss della droga a prediligere l'uso della marijuana che non lo avrebbe mai abbandonato.

### Carriera criminale
Nel 1974 venne arrestato per furto d'auto, in seguito al quale venne trasferito nel carcere di Ladera (Colombia), dove incontrò un importante contrabbandiere del luogo, Alberto Prieto. Dopo la scarcerazione, Escobar cominciò a lavorare per Prieto e, grazie al contrabbando, venne a conoscenza del nascente business della cocaina, nel quale iniziò a diventare protagonista nel 1975. La sua fama crebbe dopo che un narcotrafficante di Medellín, noto come Fabio Restrepo, fu assassinato nel 1975 – apparentemente proprio da Escobar – dopo aver acquistato 14 chilogrammi di droga. In seguito gli uomini di Restrepo furono informati che da quel momento avrebbero lavorato per Escobar. Quando il suo business guadagnò notorietà, Escobar divenne noto a livello internazionale.
Corruzione e intimidazione caratterizzavano il sistema colombiano durante l'era di Escobar. Egli praticava un'efficace strategia nota come plata o plomo, in spagnolo letteralmente "argento (soldi) o piombo", che consisteva nel proporre una alternativa a chi si trovava sulla sua strada: lasciarsi corrompere o morire. Per applicare questa strategia, controllare le operazioni, "eliminare" gli informatori, gli infiltrati o semplicemente chi potesse intralciare i suoi affari, Escobar si circondò fin dai primi anni di un gruppo di guardie personali, perlopiù giovani provenienti dalle comunas, che avevano il compito di organizzare gli spostamenti del capo, salvaguardare la sicurezza nella sua tenuta Napoles e, soprattutto dalla fine degli anni '80, organizzare omicidi, stragi con autobombe, sequestri.

### Il successo

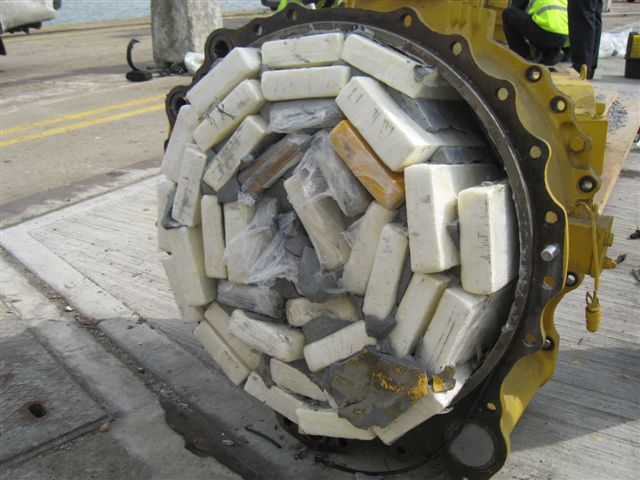
La cocaina proveniente dal Cartello di Medellín veniva confezionata in blocchi e nascosta tra parti di macchinari, sottomarini, barche e pneumatici di piccoli aerei

Quando il suo impero raggiunse la massima espansione, la rivista Forbes stimava che egli fosse il settimo uomo più ricco del mondo, controllando l'80% della cocaina del mondo e il 20% delle armi illecitamente circolanti. La sua organizzazione possedeva flotte di aerei, navi, veicoli costosi, così come ricche proprietà e vasti appezzamenti di terreno: le stime indicano che il cartello di Medellín incassasse 30 miliardi di dollari l'anno al suo momento più alto (circa 80 milioni di dollari al giorno). Ciononostante, Escobar era considerato un eroe per molti abitanti di Medellín, si trovava a suo agio nelle relazioni con il pubblico e riuscì ad accreditarsi la fama di benefattore dei poveri al fine di ottenere consenso politico.
Fanatico degli sport, fece costruire stadi di calcio sponsorizzando squadre locali, ma anche scuole e ospedali, coltivando così la sua immagine anche nelle vesti di Robin Hood distribuendo talvolta denaro ai poveri in cambio di fedeltà. La popolazione di Medellín, infatti, lo aiutava spesso fornendogli coperture, nascondendo informazioni alle autorità, o in ogni altro modo. Pablo Escobar, interessato a essere amato quanto temuto, venne così mitizzato da buona parte della popolazione povera colombiana nonostante le stragi senza precedenti di civili, poliziotti e militari colombiani di cui era responsabile.

### Collaborazione con il criminale nazista latitante Klaus Barbie
Il nazista Klaus Barbie (alias Klaus Altmann) verso gli anni attorno al 1970 divenne capo della sicurezza del narcotrafficante e criminale Roberto Suarez Gómez (1932-2000, noto all'epoca come il "Re della cocaina"). Lo ha rivelato la rivista tedesca Der Spiegel dopo l'intervista con il figlio del narcotrafficante, Gary Suarez Gómez, aggiungendo che per il padre il nazista Barbie-Altmann era considerato "persona importante per via della sua esperienza sulla sicurezza, sulla strategia militare e del lavoro svolto nei servizi segreti". 

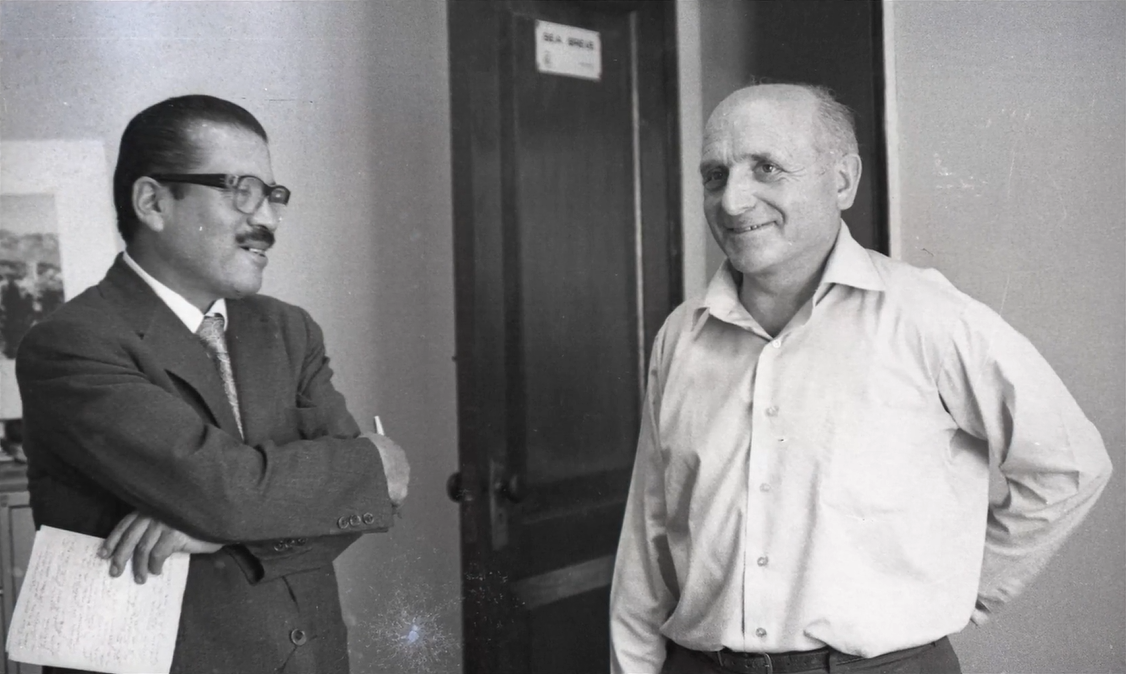
Il capo dei servizi segreti boliviani tenente colonnello Roberto Quintanilla Pereira (1928-1971), autore di torture ed esecuzioni poi divenuto console ad Amburgo dove fu ucciso da Monika Ertl qui fotografato con Klaus "Altmann" Barbie. Pereira partecipò alla cattura e all'esecuzione di Che Guevara nel 1967

E a proposito di Pablo Escobar, Gerardo Caballero, il genero di Gary ha ammesso durante l'intervista al settimanale tedesco che "Barbie ci ha aiutato molto, anche per lavorare con il colombiano Pablo Escobar". Barbie già agiva nei servizi segreti boliviani mentre faceva affari con i narcotrafficanti. Un rapporto della CIA (maggio 1974) rivelava i sospetti sul nazista e del suo coinvolgimento con il mondo della droga boliviana.

### La carriera politica
I primi passi di Pablo Escobar nel mondo della politica iniziarono con l'elezione a consigliere comunale di Envigado, nel 1979. Nel 1982 Escobar iniziò a interessarsi alla politica nazionale, accettando di candidarsi in una lista del Movimento Rivoluzionario Liberale, una formazione che appoggiava la candidatura di Luis Carlos Galán, del partito Nuovo Liberalismo. Tuttavia, a causa dei sospetti legati alla natura truffaldina della fortuna di Escobar, Galán decise di rifiutare pubblicamente l'adesione del Movimento Rivoluzionario Liberale. Nonostante ciò, Escobar venne presentato al politico Alberto Santofimio Botero, capo della formazione politica Alternativa Liberal, del quale il narcotrafficante divenne presto esponente di spicco. Grazie al progetto Medellín sin tugurios, un piano per costruire oltre cinquecento abitazioni per famiglie povere, Escobar ottenne una grande popolarità nella propria città natale, tanto da essere definito "un Robin Hood" da una nota rivista colombiana. Al termine di una dura campagna elettorale, Pablo Escobar venne eletto alla Camera dei rappresentanti, il 14 marzo 1982.
La carriera politica di Escobar subì un duro colpo quando il quotidiano El Espectador pubblicò, il 25 agosto di quell'anno, la notizia che il narcotrafficante era stato arrestato nel 1976 per essere stato trovato in possesso di un carico di cocaina. Il 26 ottobre 1983 la Camera privò Escobar dell'immunità parlamentare, e il narcotrafficante si dimise il 20 gennaio 1984.

### La guerra contro lo Stato e il Cartello di Cali

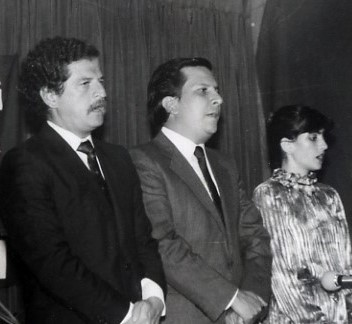
Rodrigo Lara Bonilla (al centro) e Luis Carlos Galán (a sinistra) furono assassinati su ordine di Pablo Escobar durante la guerra contro lo Stato colombiano

Pablo Escobar visse come una profonda umiliazione il fallimento della sua carriera politica, e si mise in moto per vendicarsi contro quelli che identificava come i responsabili. Il suo primo obiettivo fu il ministro della Giustizia Rodrigo Lara Bonilla, che più di tutti si era battuto alla Camera per denunciare le attività illecite di Escobar, assassinato da dei sicari il 30 aprile 1984. La paura delle ripercussioni causò un esodo di tutti i narcotrafficanti colombiani, che si rifugiarono a Panama, il cui uomo al potere, il generale Noriega, aveva una lunga storia di collaborazione con i cartelli del narcotraffico.
Nell'estate di quell'anno, elementi dell'M-19 informarono Escobar che alcuni membri del governo sandinista del Nicaragua presieduto da Daniel Ortega erano disposti ad accoglierlo. Escobar si stabilì lì con la famiglia e con il socio d'affari José Gonzalo Rodríguez Gacha, con cui cominciò a studiare delle rotte per introdurre cocaina negli Stati Uniti d'America dal suo nuovo avamposto. È in quest'occasione che Escobar venne in contatto con il pilota americano Barry Seal, che agiva come informatore per le agenzie americane. In occasione della spedizione di un carico dall'aeroporto di Managua, Seal scattò delle fotografie a Escobar e Gacha insieme a funzionari del governo sandinista, fornendo una prova inconfutabile delle attività criminali del narcotrafficante. Barry Seal sarebbe stato successivamente assassinato a Baton Rouge il 19 febbraio 1986 da sicari del cartello di Medellín. Le foto pubblicate dai giornali colpirono non solo Escobar, ma anche il regime sandinista, che si vide costretto a cacciare il narcotrafficante dal Paese, per mettere a tacere le accuse di appoggio a un'organizzazione mafiosa. Il capo del cartello di Medellín stabilì perciò anche contatti con il generale cubano Arnaldo Ochoa Sánchez per esportare tonnellate di cocaina attraverso Cuba; nel 1989 il generale Ochoa verrà arrestato e condannato a morte insieme ad altri tre ufficiali dell'esercito cubano con le accuse di traffico di droga, corruzione ed alto tradimento. Secondo la DEA, la condanna del generale Ochoa serviva ad occultare le responsabilità di Fidel Castro e del fratello Raúl nel narcotraffico di Escobar.
Nel giugno del 1985 Iván Marino Ospina, membro dell'M-19, informò Escobar del piano del gruppo guerrigliero di attaccare e occupare un edificio governativo. La scelta finale cadde sul Palazzo di Giustizia, sede della Corte Suprema e luogo dove erano custoditi i fascicoli relativi alle indagini su Escobar, che finanziò parte dell'operazione nella speranza di ottenere un vantaggio personale. L'attacco avvenne il 6 novembre, protraendosi per due giorni; dodici magistrati vennero assassinati, e un incendio distrusse completamente le carte relative ai processi e alle estradizioni.
Il 12 dicembre 1986, dopo mesi di uccisioni ai magistrati, avvocati e giornalisti, la Corte Suprema colombiana annullò il trattato di estradizione con gli Stati Uniti, siglato sette anni prima. La decisione fu duramente contestata dal quotidiano El Espectador, nemico di vecchia data di Escobar, ritenendo che l'annullamento dell'estradizione avrebbe rafforzato il narcotraffico. Deciso a mettere a tacere gli articoli contro di lui, Escobar fece uccidere il direttore del giornale, Guillermo Cano Isaza, che venne assassinato il 17 dicembre. Nonostante l'annullamento dell'estradizione, la persecuzione dei nemici di Escobar non terminò. Il 13 gennaio 1987, l'ambasciatore colombiano in Ungheria, Enrique Parejo Gonzalez, venne ferito dai proiettili di un sicario di Escobar ma sopravvisse.
Il 13 gennaio 1988, un'autobomba esplose davanti all'edificio Monaco, una delle abitazioni di Escobar, uccidendo due persone; l'ordigno era stato piazzato da uomini del cartello di Cali. Il narcotrafficante non si trovava in casa, ma nell'esplosione rimasero coinvolti la moglie e i figli. Esistono due versioni del perché iniziò la guerra tra le due più grandi organizzazioni mafiose colombiane: secondo la prima, Escobar avrebbe provato del risentimento per il mancato appoggio materiale del cartello di Cali alla sua strategia stragista; la seconda ipotesi è che Escobar avesse chiesto la consegna di un uomo di Hélmer Herrera Buitrago, uno dei boss del cartello di Cali, che aveva avuto una relazione con Jorge "El Negro" Pabón, un amico di vecchia data di Escobar che in quei giorni viveva all'edificio Monaco; Herrera si sarebbe rifiutato, decidendo di colpire per primo il nuovo nemico. Qualunque fosse il motivo alla base dell'azione, la bomba segnò l'inizio del sanguinoso conflitto tra i due cartelli. Nel 1989, parla con suo socio José Gonzalo Rodríguez Gacha di uccidere Galán, per vendicarsi di quest'ultimo per aver rifiutato la corruzione di Escobar.

### Gli anni novanta e la caduta
Nel 1991 Escobar si consegnò spontaneamente alle autorità colombiane, per evitare l'estradizione negli Stati Uniti, consapevole che non avrebbe potuto avere la stessa influenza che ebbe in Colombia. Il processo con cui Pablo Escobar giunse ad un accordo con il governo della Colombia che evitasse l'estradizione è stato raccontato da Gabriel García Márquez nel suo libro Notizia di un sequestro. In questo libro si spiega come Pablo Escobar avesse ordinato una serie di sequestri di giornalisti colombiani molto importanti per forzare la mano al governo colombiano affinché accettasse di non estradarlo negli Stati Uniti. Tra i sequestrati c'erano Diana Turbay, Maruja Pachón e Beatriz Villamizar (rispettivamente moglie e sorella di Alberto Villamizar che avrebbe avuto un ruolo determinante nel finalizzare l'accordo tra governo e Pablo Escobar), Pacho Santos e Marina Montoya.
Escobar fu rinchiuso nella sua prigione privata di lusso, La Catedral, che gli fu permesso di costruire come ricompensa per essersi costituito. Aveva infatti negoziato un accordo con il governo colombiano che prevedeva 5 anni di confinamento obbligatorio nella sua prigione in cambio di non essere estradato. Il premio Nobel per la letteratura Gabriel García Márquez scrive nel suo libro che quando Pablo Escobar vi entrò, questa avesse davvero l'aspetto di una prigione, ma come in meno di un anno fosse stata trasformata in una lussuosa fortezza. Ciò provocò uno scandalo, tanto più che Escobar mostrava ben poco rispetto per gli accordi, essendone uscito più volte per assistere a partite di calcio, fare compere a Medellín, frequentare luoghi pubblici e feste. Lui stesso invitò la nazionale di calcio colombiana a giocare una partita nel campetto adiacente alla sua prigione. In seguito il portiere Higuita saltò il Campionato del mondo del 1994 poiché riconosciuto colpevole di favoreggiamento della prostituzione. Sulla stampa locale apparve un articolo con foto della cella piena di ogni comfort, nel quale si rivelava che Escobar aveva fatto uccidere due suoi soci in affari che erano andati a trovarlo a La Catedral, ossia Fernando Galeano e Gerardo Moncada, poiché gli avevano rubato del denaro e avevano contatti con il Cartello di Cali.

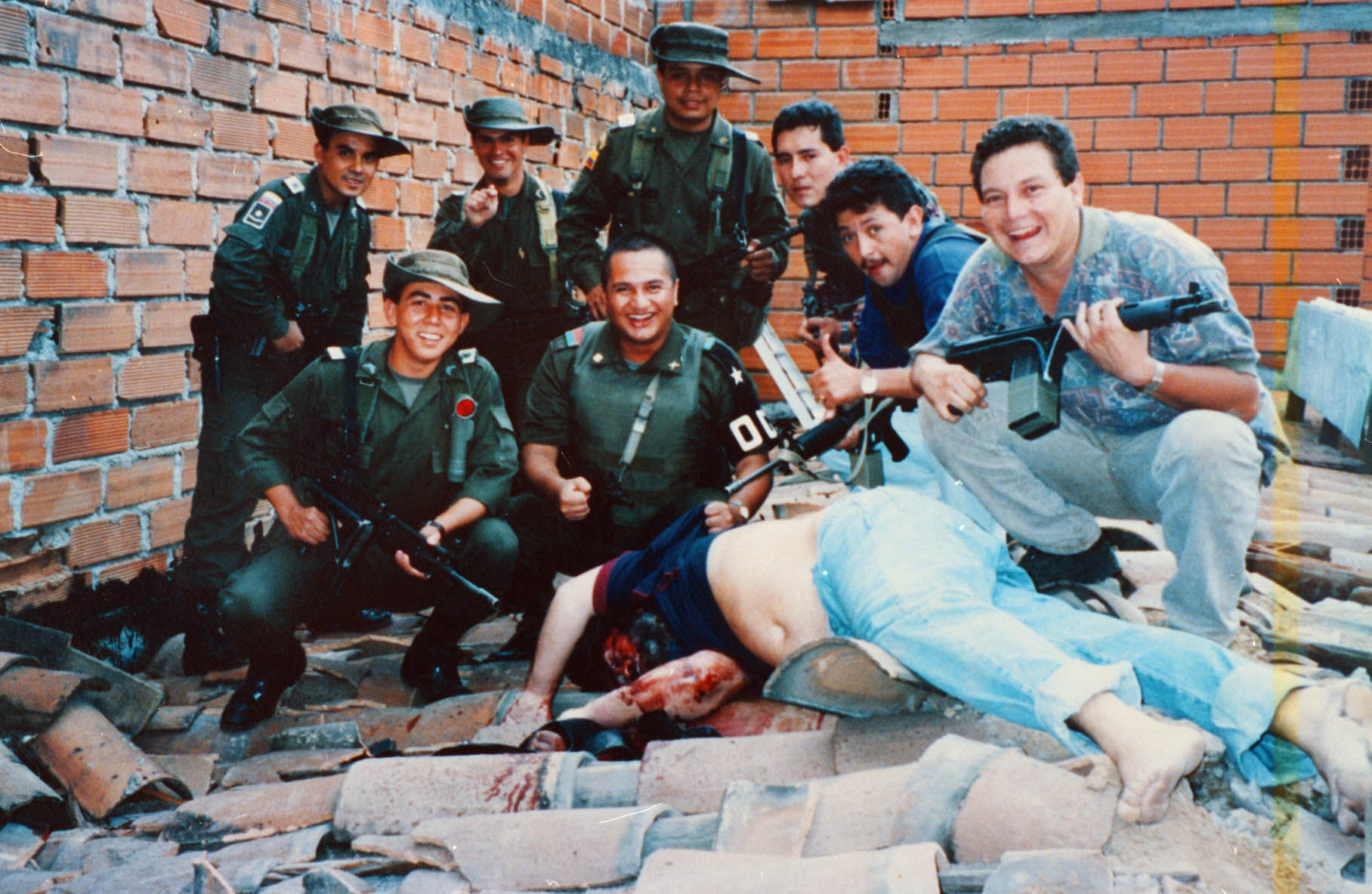
Membri della Bloque de búsqueda con il cadavere di Escobar il 2 dicembre 1993

Il 22 luglio 1992 il governo decise di spostare Escobar in una prigione più convenzionale, ma i suoi contatti gli permisero di conoscere gli intenti del governo e di evadere al momento giusto da La Catedral. Nello stesso anno il reparto speciale dell'esercito statunitense Delta Force (e poi anche quello della marina dei Navy SEAL) furono dispiegati per la sua cattura. Con l'acuirsi del conflitto crebbe il numero dei suoi nemici e un gruppo conosciuto come Los Pepes, che riuniva i perseguitati da Pablo Escobar e dai suoi complici, cominciò una sanguinosa campagna nella quale più di trecento tra collaboratori e parenti di Escobar vennero uccisi e gran parte delle loro proprietà distrutte. Alcuni osservatori, tra cui Rolando Rubio, Angel Feijoo e Maite Alvarado affermano che i membri del Bloque de búsqueda e delle intelligence statunitense e colombiana, nei loro sforzi per punire Escobar, fossero collusi con Los Pepes o comunque coordinassero le attività del Bloque de búsqueda e dei Los Pepes. Questo coordinamento sarebbe stato raggiunto tramite la condivisione delle informazioni di intelligence, per permettere ai Los Pepes di smontare la macchina organizzativa che proteggeva Escobar e i pochi alleati rimasti. Tutto ciò porta a discutere circa il ruolo che gli Stati Uniti d'America hanno giocato nel raccogliere informazioni di intelligence, poiché parte di queste furono poi utilizzate dai Los Pepes nelle loro azioni di giustizia sommaria.

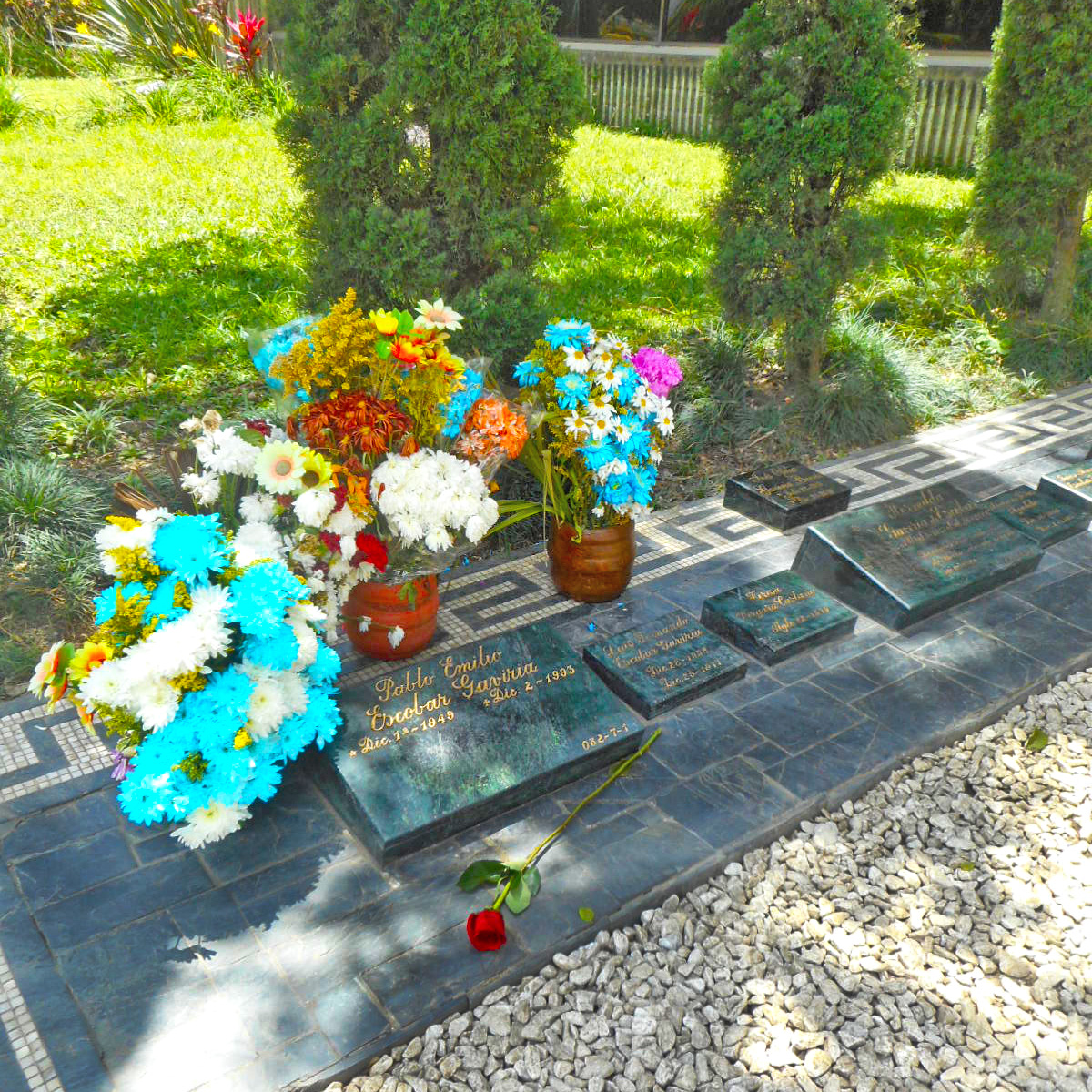
Tomba di Escobar

A ogni modo, la guerra contro Escobar terminò il giorno dopo il quarantaquattresimo compleanno del narcotrafficante, il 2 dicembre 1993, quando una squadra colombiana di sorveglianza elettronica, il Bloque de búsqueda, utilizzando la tecnologia della triangolazione radio fornita dagli Stati Uniti, lo localizzò e circondò in un quartiere borghese di Medellín. Ne seguì uno scontro a fuoco con Escobar e la sua guardia del corpo, Alvaro de Jesús Agudelo (el Limón). I due malviventi tentarono di fuggire correndo attraverso i tetti delle case adiacenti per raggiungere una strada secondaria, ma entrambi furono uccisi dalla polizia nazionale colombiana. Escobar fu colpito da proiettili alla gamba e al busto e da un proiettile mortale alla testa sparato dal colonnello della polizia colombiana Hugo Aguilar (anche se i parenti sostengono che si sia suicidato). Dopo la morte del suo leader, il cartello di Medellín si frammentò e il mercato della cocaina passò presto sotto il dominio del cartello di Cali, durato fino alla metà degli anni novanta, quando anche i leader di quest'ultimo furono uccisi o catturati.
Il funerale di Pablo Escobar fu celebrato il 3 dicembre successivo e alla cerimonia parteciparono migliaia di persone.

## Avvenimenti successivi
Nell'ottobre del 2006 morì la madre Hermilda Gaviria. Il 28 ottobre 2006 le autorità ne approfittarono per esumare il cadavere di Escobar, alla presenza e con il consenso della vedova María Victoria, per un test sul DNA volto a confermare la reale identità della salma. Vi furono delle voci che la riesumazione fosse servita anche a dirimere la presunta paternità di un figlio illegittimo, smentite dai familiari.
Il 16 maggio 2014 venne venduta all’asta per 9,65 milioni di dollari al proprietario della catena di fast food “Chicken King” Christian Berdouare, la villa di Miami Beach, un edificio di 680 metri quadrati con le pareti colorate di rosa corallo. La superficie complessiva della tenuta era di 730 metri quadri con vista su Key Biscayne e una banchina privata che affaccia su Biscayne Bay. La villa era stata acquistata da Pablo il 21 marzo 1980 per 765.500 dollari e venne sequestrata nel 1987 assieme ad altre proprietà dalla polizia statunitense e nel 1990 venne comprata dall'ex procuratore di Miami, Roger Schindler, che pagò al governo degli Stati Uniti d'America la somma di 915.000 dollari. Negli ultimi anni prima dell’acquisto di Berdouare, un incendio aveva danneggiato una parte della casa tra cui due delle camere da letto al piano di sotto ed era stata abbandonata. Vandali avevano danneggiato e riempito di graffiti gran parte della casa. Il 16 gennaio 2014 è stata annunciata la demolizione della villa per ricercare il tesoro di Pablo: dopo dieci giorni, durante la demolizione è stata trovata una cassaforte sotto al pavimento di marmo e successivamente una seconda cassaforte da 600 chili, rimasta nascosta per anni. Non è noto il contenuto di nessuna delle due. Escobar possedeva altre proprietà in Florida, che furono sequestrate e vendute dal governo statunitense dopo la sua morte. Alcune sono state convertite o demolite per nuovi progetti.
L’8 novembre 2015 un contadino, durante lo scavo di un canale di irrigazione nel suo terreno destinato a piantagione di palma da olio, ha trovato alcuni grandi contenitori blu che contenevano 600 milioni di dollari, probabilmente uno dei tanti nascondigli del denaro di Pablo Escobar presenti in Colombia. La CIA stima che ci siano circa 100 di questi pozzi di denaro che non sono ancora stati scoperti, ciascuno contenente da 500 a 1000 milioni di dollari.
Il 10 luglio 2017 viene inaugurata al pubblico la villa di Pablo a Tulum. È situata a circa 10 km dalla città, ai margini della Riserva della Biosfera di Sian Ka'an in una delle zone più belle del Messico: immersa nella foresta tropicale, la villa è costituita da vari edifici con 36 stanze e tutte le altre strutture di accoglienza. Sorge a breve distanza da una bianca spiaggia della penisola dello Yucatán. «Scoperta nel 2003, dopo essere rimasta vuota per circa un decennio, la struttura si è conservata apparentemente intatta nonostante il passaggio del tempo» si legge sul sito del resort. Nel 2012 è stata comprata dal gallerista newyorchese Lio Lamca che ha deciso di farla diventare un hotel di lusso col nome di “Casa Malca”. Dopo una prima ristrutturazione, nel 2015 furono aperte nove stanze ed è stata arredata come una casa-museo, con tappeti persiani, tende di velluto, arredi bianchi rustici, e opere di arte contemporanea della sua collezione che impreziosiscono i locali.
Il 24 gennaio 2018 due ex-agenti della CIA hanno rinvenuto nelle acque di fronte alle coste della Colombia uno dei sottomarini utilizzati da Escobar per contrabbandare la cocaina negli Stati Uniti d'America. I sottomarini potevano trasportare fino a 2.000 kg di cocaina, partivano dalla Colombia per giungere a Porto Rico e da lì il carico veniva trasferito a Miami su motoscafi.
Il 21 settembre 2018 la polizia di Medellín, su richiesta e autorizzazione del sindaco, ha chiuso il museo dedicato alla vita di Pablo Emilio Escobar. Il museo era gestito dal fratello Roberto ed era meta di molti turisti. All’interno si poteva ripercorrere la vita del cosiddetto Patrón, attraverso fotografie, vari oggetti personali e veicoli, inclusa "la famosa e mitica motocicletta di James Bond".
Il 22 febbraio 2019, alla presenza del sindaco di Medellín e dei parenti delle vittime di Escobar, è stata demolita la leggendaria residenza e simbolo della ricchezza del capo del cartello di Medellín. Il palazzo “Monaco” di otto piani, che un tempo ospitava sulle sue pareti dipinti di artisti famosi e nel suo parcheggio molti veicoli di lusso. Nel luogo in cui sorgeva l'edificio sarà realizzato un parco chiamato "Inflexión" che ospiterà una scultura e una lapide in omaggio alle 46.612 vittime della guerra del narcotraffico nella città.
Il 25 settembre 2020 Nicolas Escobar, nipote di Pablo, ha trovato in una delle case dello zio 18 milioni di dollari. Il denaro, racconta il nipote ai media colombiani, era contenuto in una busta di plastica all'interno di un muro: è stata “una visione” a indicargli dove cercare. Ha detto che non è la prima volta che “spuntano” contanti nei nascondigli dello zio. Non solo, ha aggiunto di aver trovato anche una macchina da scrivere, telefoni satellitari, una penna d’oro, una fotocamera e rullini da sviluppare.
Il 5 luglio 2024 uno sfarzoso edificio, decorato con marmi, bagni dorati e stanze lussuose, sarebbe stato raso al suolo e trasformato in un laboratorio dell’Istituto forense colombiano. La casa fu sequestrata dal governo Colombiano nel 2010 ed era situata nell’elegante quartiere di El Poblado.
Attualmente ancora ci sono ville abbandonate o non trovate dallo stato, tipo La “Manuela” una lussuosa villa situata a Guatapé a due ore di distanza da Medellín ed è raggiungibile solo via mare. È stata una delle poche ville dopo la morte del Patrón tenuta in ottimo stato grazie al maggiordomo che ne ha tenuta cura per 20 anni. La villa è stata completata nel 1992 ben dopo 7 anni dall’inizio della costruzione e ha subito un attentato dai Los Pepes esplodendo 200 kg di dinamite. Oltre ad avere una stanza nascosta si dice che sotto alla piscina centrale è nascosto l’ultima “caleta”, il governo ancora non ha dato l’autorizzazione a controllare. La villa oltre ad avere un panorama stupendo è circondata da 7 ettari di terreno e comprende una discoteca, campi da calcio, tennis, palla a volo, un eliporto e una zona per l’atterraggio dei idrovolanti. Attualmente la “Manuela” fa parte del governo Colombiano ed e in stato di degrado, si dice che a breve sorgerà un Hotel. Pochi anni dopo la morte un’altra villa a lui appartenuta è stata scoperta al largo della costa caraibica, su una piccola isola ai margini delle città e lontano dai turisti. Chiamata “Isla Grande”, parte delle Isole del Rosario al largo della costa colombiana, l’isola era un ex rifugio dei Narcos. Vantava una grande proprietà con 300 camere, tra cui bagni con docce e vasche dorate, oltre a villette individuali per Pablo e i suoi complici. La proprietà comprendeva anche un’enorme area di atterraggio per i suoi elicotteri da carico. Oggi l’isola è stata abbandonata e la natura se ne è riappropriata. La casa è malridotta e ha perso la bellezza di un tempo.

## Nella cultura di massa

### Cinema e televisione
- La serie TV del 2015 Narcos, prodotta da Netflix, racconta la storia vera della dilagante diffusione della cocaina tra Stati Uniti ed Europa negli anni ottanta, grazie al cartello di Medellín. Due agenti della DEA vengono incaricati di guidare una missione per catturare e uccidere Pablo Escobar, interpretato da Wagner Moura.
- Pablo Escobar appare nel film Barry Seal - Una storia americana (2017), interpretato da Mauricio Mejía.
- Il film The Infiltrator del 2016 è ispirato alla vera storia di Robert Mazur, agente speciale dello U.S. Customs Service, che negli anni ottanta si infiltrò nell'organizzazione di Pablo Escobar per smascherare il sistema di riciclaggio del denaro.
- Nel film Sotto il segno del pericolo, Miguel Sandoval interpreta il criminale Ernesto Escobedo, chiaramente riferito a Pablo Escobar.
- Nel film Blow, Pablo Escobar è interpretato da Cliff Curtis.
- Franz Sanchez, l'avversario di James Bond interpretato da Robert Davi nel film 007 - Vendetta privata, è basato sulla figura di Pablo Escobar.
- Nel maggio 2012 viene trasmessa la serie TV Escobar: El patrón del mal su Caracol TV.
- Nel 2014 Pablo Escobar è interpretato da Benicio del Toro nel film Escobar (Escobar: Paradise Lost).
- Nel 2018 è interpretato da Javier Bardem nel film Escobar - Il fascino del male (Loving Pablo).

### Fumetti
- Il fumetto argentino Il giorno del giudizio, scritto da Ricardo Barreiro e disegnato da Francisco Solano López, prende le mosse dall'uccisione di Pablo Escobar: il figlio segreto di questi, dopo aver ereditato il posto come capo della sua organizzazione, minaccia di far detonare degli ordigni atomici nelle più importanti città.
- Escobar, el patròn, sceneggiatura di Guido Piccoli, disegni di Giuseppe Palumbo, 2017, Mondadori.

### Libri
- Pablo Escobar viene citato nel libro di Don Winslow Il potere del cane.

### Musica
- A metà degli anni novanta Nas inizia a farsi chiamare "Nas Escobar", utilizzando anche questo pseudonimo e le sue varianti ("Escobar", "Esco") nel suo secondo album It Was Written e in The Album dei Firm (e in altre successive produzioni underground come Esco & Sosa). Il singolo di Nas Escobar '97, inserito nella colonna sonora del film Men in Black, segna la simbolica fine del personaggio di Nas.
- Il rapper Fabri Fibra gli dedica il titolo di una canzone nel suo disco Squallor.
- Pablo Escobar viene citato nella canzone No cocaine del cantante reggae Alborosie.
- Pablo Escobar viene citato nella canzone Don Medellín del rapper italiano Salmo.
- Pablo Escobar viene citato nella canzone di Kaaris Blow.
- Pablo Escobar viene citato dal rapper Caneda nel singolo Gigante di Gemitaiz.
- Pablo Escobar viene citato anche dal rapper Emis Killa nel singolo Linda.
- Pablo è il nome di una canzone del rapper italiano Sfera Ebbasta, riferimento a Pablo Escobar. In essa spesso si riferisce a lui e al termine "Narcos", noto per definire i consumatori o divulgatori di narcotici.
- Pablo Escobar viene nominato nella canzone Narcos dal trio hip-hop statunitense, Migos.
- Pablo Escobar viene citato nel remix della canzone Lo quiero todo di Macaco feat. Farruko.
- Pablo Escobar viene citato nella canzone Clean, appartenente al mixtape J del rapper italiano Lazza e sempre nello stesso brano dal rapper Tony Effe dicendo :"con il baffo come Pablo" e facendo riferimenti alla città del narcotrafficante "bianca come coca, Medellin".
- Il gruppo metal Brujeria, nell'album "Raza Odiada" del 1995, scrive una canzone su Pablo Escobar chiamata "El patrón", citando uno dei nomi con cui era noto il narcotrafficante.
- Anuel AA lo nomina nella canzone Brindemos, cantata insieme ad Ozuna citando: «Yo soy entocable como Pablo en Medellìn».